# Dmitri Yablonski
Pour les articles homonymes, voir Yablonski.
Dmitri Albertovitch Yablonski (en russe : Дмитрий Альбертович Яблонский ; né en 1962) est un violoncelliste et chef d'orchestre russe qui effectué ses études à la Juilliard School of Music et à l'université Yale.

## Biographie
Dmitri Yablonski naît à Moscou dans une famille de musiciens : sa mère, Oxana Yablonskaya était une célèbre pianiste et son père a été celliste solo de l'orchestre de la Radio et de la Télévision de Moscou pendant trente ans.

### Formation
Dmitri commence à jouer du violoncelle dès ses cinq ans et est accepté à l'école centrale de musique pour les enfants doués l'année suivante. À l'âge de neuf ans, il fait ses débuts avec un orchestre, dans le concerto pour violoncelle en ut majeur de Joseph Haydn. Dmitri travaille avec Stefan Kalianov, ancien assistant de Rostropovitch et Isaak Bouravski, violoncelle solo de l'orchestre du théâtre Bolchoï. Il se produit à de nombreuses reprises à Moscou et dans de nombreuses villes de l'ex-Union soviétique. Quitter l'Union soviétique n'a pas été facile dans les années 1970 et la demande de visa a d'abord été refusée. Il a fallu quelques années et nombre de signatures de diverses personnalités, telles que Leonard Bernstein et Katharine Hepburn pour convaincre les autorités à l'émission d'un visa pour permettre à sa mère de quitter le pays.
Dès son arrivée à New York en 1977, Dmitri Yablonski auditionne pour la Juilliard School of Music et étudie avec Lorne Munroe, violoncelle solo de l'Orchestre philharmonique de New York.
Pendant l'été de 1979, à seize ans, Dmitri participe au Festival de Marlboro dans le Vermont, le plus jeune participant cet été-là. À Marlboro, il rencontre de nombreux grands musiciens comme Mieczysław Horszowski, M. Tree, M. Shneider, M. Foley et beaucoup d'autres. Il a joué pour David Soyer, le violoncelliste du Quatuor Guarneri, qui lui offre  une place au Curtis Institute of Music.
L'été suivant, Dmitri rencontre Aldo Parisot, éminent violoncelliste et professeur à l'Université de Yale où Dmitri passe 4 ans. À Yale, il s'intéresse à la direction après une rencontre avec Otto Werner Muller, professeur de direction.

### Carrière
Après son diplômé de Yale, il passe deux ans au sein du programme artistique des diplômés à la Juilliard School of Music, avec Zara Nelsova. Au cours de ces années, Dmitri joue, notamment, avec János Starker, Mstislav Rostropovitch, André Navarra, Maurice Gendron.
Lors d'un festival à Camerino en Italie, on lui demande de remplacer un chef d'orchestre, qui annule à la dernière minute, pour diriger l'Octuor de Stravinsky avec les membres de l'Orchestre de l'académie Sainte-Cécile de Rome. C'était un moment assez difficile, parce qu'il n'avait jamais dirigé auparavant, mais Dmitri, alors âgé de vingt-six ans, faisait ses débuts dans la direction.
En tant que violoncelliste, il s'est produit partout dans le monde, par exemple au Carnegie Hall, à La Scala de milan, dans la grande salle du Conservatoire de Moscou, de la Philharmonie de Saint-Pétersbourg, à Taiwan, au Théâtre Mogador, à la cité de la Musique, au Louvre... avec pour partenaires de musique de chambre, entre autres, Viktor Tretiakov, Leif Ove Andsnes, Iouri Bachmet.
Depuis plusieurs années, Dmitri a été le Principal chef Invité de l'Orchestre philharmonique de Moscou et a dirigé de nombreux orchestres partout dans le monde, notamment : l'Orchestre national de Belgique, Orchestre de l'opéra Catane, l'Orchestre des Pays-Bas, l'Orchestre de chambre de Bologne, l'Orchestre national de Taiwan, l'Orchestre de la fédération de Russie, l'Orchestre national d'Île-de-France, l'Orchestre symphonique d'Israël, le Royal Philharmonic.
Il a collaboré avec des solistes tels que Montserrat Caballé, Roberto Alagna, Olga Borodina et créé le concerto pour violoncelle de Krzysztof Penderecki dirigé par le compositeur.
Il a organisé de nombreux festivals à travers le monde, notamment le festival de Gabala en Azerbaïdjan et dont il est le codirecteur artistique, le Wandering Stars Festival, qui se déroule dans différents pays du monde chaque année, comme en Israël, en l'Italie, en Russie, aux États-Unis...
Il est membre de l'Académie indépendante d'esthétique et les arts libéraux de Moscou et enseigne le violoncelle à l'Académie de musique de Bakou ; depuis 2012, il est le principal chef invité de l'Orchestre symphonique d'État.
Dmitry joue deux violoncelles. L'un pour ses concerts, un Giuseppe Giovanni Guarneri et Matteo Goffriller. Il vit à la frontière de la France et de l'Espagne dans un village catalan dans les montagnes, Angoustrine-Villeneuve-des-Escaldes.
Yablonski est également chef de l'orchestre Virtuoses de Kiev, basé en Ukraine.

## Enregistrements et récompenses
L'enregistrement de trios avec piano pour le label Erato, avec Vadim Repine et Boris Berezovsky, a remporté de nombreux prix. Yablonski a transcrit et édité les œuvres pour violoncelle de David Popper, publiées par l'International Music Company et Dover. Son enregistrement des 40 études pour violoncelle seul de Popper est publié par le label Naxos, enregistré à l'automne 2008 et qui a été loué par la critique.
Dmitri Yablonski a réalisé plus de soixante-dix enregistrements en tant que chef d'orchestre et violoncelliste pour les labels discographiques Naxos, Erato-Warner, Chandos, Belair Music, Sonora, et Connoisseur Society. Certains de ses enregistrements ont remporté de nombreux prix, notamment, le prix de la critique de Berlin pour ses suites de jazz de Chostakovitch qui ont obtenu un charts au Royaume-Uni et aux États-Unis. Il a été nommé aux Grammy awards pour l'année 2007.